# Campeonato de Europa de la UEFA Sub-21
El Campeonato de Europa UEFA Sub-21, también conocida como Eurocopa Sub-21, es una competición internacional de selecciones de fútbol de Europa, en la cual participaran tan solo jugadores menores de 21 años. El torneo se celebra cada dos años. El torneo clasifica a los cuatro mejores equipos a los Juegos Olímpicos.

## Historia
El torneo se creó en 1967 y participaban las selecciones de la categoría sub-23, aunque el formato funcionaba como en el mundo del boxeo: los campeones enfrentaban a los aspirantes. Las dos naciones que predominaron el campeonato en sus inicios fueron Bulgaria y Yugoslavia. Sin embargo, recibía el nombre de Challenge Cup de Selecciones Sub-23, que era la precursora de la denominación Eurocopa Sub-21.
Después pasó a llamarse Campeonato Europeo Sub-23, y competían 23 naciones en ocho grupos de clasificación. Los ganadores de cada sección pasaban a cuartos de final.
En 1976, el campeonato se realizó oficialmente para jugadores menores de 21 años. El primer campeón fue Yugoslavia.
Hoy el sistema de clasificación es el siguiente: las 54 selecciones disputan una fase clasificatoria con 9 grupos de seis equipos cada uno. 
El torneo reparte cuatro plazas para jugar los Juegos Olímpicos, salvo cuando un país europeo accede directamente como anfitrión. Una es para el campeón, y la otra es para el finalista, dependiendo de su participación en la primera ronda. La tercera es para el ganador del enfrentamiento entre los mejores terceros de grupo; y la otra es para el que finalice como el segundo mejor de la fase grupal.
Las selecciones que más títulos han ganado son las de Italia y España, con cinco cada una. Italia es la única que lo ha conseguido tres veces de manera consecutiva. España tiene tres subcampeonatos y los transalpinos, dos.

## Palmarés

### Challenge Cup de Selecciones Sub-23
| Edición            | Campeón    | Subcampeón           |
| ------------------ | ---------- | -------------------- |
| Junio de 1967      | Bulgaria   | Alemania Democrática |
| Septiembre de 1967 | Bulgaria   | Finlandia            |
| Noviembre de 1967  | Bulgaria   | Checoslovaquia       |
| Abril de 1968      | Bulgaria   | Países Bajos         |
| Octubre de 1968    | Yugoslavia | Bulgaria             |
| Junio de 1969      | Yugoslavia | España               |
| Noviembre de 1969  | Yugoslavia | Suecia               |
| Marzo de 1970      | Yugoslavia | Grecia               |

### Campeonato Europeo de Selecciones Sub-23
| Edición | Año          | Campeón         | Resultado   | Subcampeón           | Tercero                   | Tercero                   | Tercero                   |
| ------- | ------------ | --------------- | ----------- | -------------------- | ------------------------- | ------------------------- | ------------------------- |
| 1       | Europeo 1972 | Checoslovaquia  | 2 - 2 3 - 1 | Unión Soviética      | Grecia / Bulgaria         | Grecia / Bulgaria         | Grecia / Bulgaria         |
| 2       | Europeo 1974 | Hungría         | 2 - 3 4 - 0 | Alemania Democrática | Polonia / Unión Soviética | Polonia / Unión Soviética | Polonia / Unión Soviética |
| 3       | Europeo 1976 | Unión Soviética | 1 - 1 2 - 1 | Hungría              | Países Bajos / Yugoslavia | Países Bajos / Yugoslavia | Países Bajos / Yugoslavia |

### Campeonato Europeo de Selecciones Sub-21
| Edición | Año          | Campeón         | Resultado              | Subcampeón           | Tercero                       | Tercero                       | Tercero                       |
| ------- | ------------ | --------------- | ---------------------- | -------------------- | ----------------------------- | ----------------------------- | ----------------------------- |
| 1       | Europeo 1978 | Yugoslavia      | 1 - 0 4 - 4            | Alemania Democrática | Bulgaria / Inglaterra         | Bulgaria / Inglaterra         | Bulgaria / Inglaterra         |
| 2       | Europeo 1980 | Unión Soviética | 0 - 0 1 - 0            | Alemania Democrática | Inglaterra / Yugoslavia       | Inglaterra / Yugoslavia       | Inglaterra / Yugoslavia       |
| 3       | Europeo 1982 | Inglaterra      | 3 - 1 2 - 3            | Alemania             | Escocia / Unión Soviética     | Escocia / Unión Soviética     | Escocia / Unión Soviética     |
| 4       | Europeo 1984 | Inglaterra      | 1 - 0 2 - 0            | España               | Italia / Yugoslavia           | Italia / Yugoslavia           | Italia / Yugoslavia           |
| 5       | Europeo 1986 | España          | 1 - 2 2 - 1 (3-0 pen.) | Italia               | Hungría / Inglaterra          | Hungría / Inglaterra          | Hungría / Inglaterra          |
| 6       | Europeo 1988 | Francia         | 0 - 0 3 - 0            | Grecia               | Países Bajos / Inglaterra     | Países Bajos / Inglaterra     | Países Bajos / Inglaterra     |
| 7       | Europeo 1990 | Unión Soviética | 4 - 2 3 - 1            | Yugoslavia           | Italia / Suecia               | Italia / Suecia               | Italia / Suecia               |
| 8       | Europeo 1992 | Italia          | 2 - 0 0 - 1            | Suecia               | Escocia / Dinamarca           | Escocia / Dinamarca           | Escocia / Dinamarca           |
| 9       | Europeo 1994 | Italia          | 1 - 0 (pró.)           | Portugal             | España                        | España                        | España                        |
| 10      | Europeo 1996 | Italia          | 1 - 1 (4-2 pen.)       | España               | Francia                       | Francia                       | Francia                       |
| 11      | Europeo 1998 | España          | 1 - 0                  | Grecia               | Noruega                       | Noruega                       | Noruega                       |
| 12      | Europeo 2000 | Italia          | 2 - 1                  | República Checa      | España                        | España                        | España                        |
| 13      | Europeo 2002 | República Checa | 0 - 0 (3-1 pen.)       | Francia              | Italia / Suiza                | Italia / Suiza                | Italia / Suiza                |
| 14      | Europeo 2004 | Italia          | 3 - 0                  | Serbia y Montenegro  | Portugal                      | Portugal                      | Portugal                      |
| 15      | Europeo 2006 | Países Bajos    | 3 - 0                  | Ucrania              | Serbia y Montenegro / Francia | Serbia y Montenegro / Francia | Serbia y Montenegro / Francia |
| 16      | Europeo 2007 | Países Bajos    | 4 - 1                  | Serbia               | Inglaterra / Bélgica          | Inglaterra / Bélgica          | Inglaterra / Bélgica          |
| 17      | Europeo 2009 | Alemania        | 4 - 0                  | Inglaterra           | Suecia / Italia               | Suecia / Italia               | Suecia / Italia               |
| 18      | Europeo 2011 | España          | 2 - 0                  | Suiza                | Bielorrusia                   | Bielorrusia                   | Bielorrusia                   |
| 19      | Europeo 2013 | España          | 4 - 2                  | Italia               | Países Bajos / Noruega        | Países Bajos / Noruega        | Países Bajos / Noruega        |
| 20      | Europeo 2015 | Suecia          | 0 - 0 (4-3 pen.)       | Portugal             | Dinamarca / Alemania          | Dinamarca / Alemania          | Dinamarca / Alemania          |
| 21      | Europeo 2017 | Alemania        | 1 - 0                  | España               | Inglaterra / Italia           | Inglaterra / Italia           | Inglaterra / Italia           |
| 22      | Europeo 2019 | España          | 2 - 1                  | Alemania             | Rumania / Francia             | Rumania / Francia             | Rumania / Francia             |
| 23      | Europeo 2021 | Alemania        | 1 - 0                  | Portugal             | España / Países Bajos         | España / Países Bajos         | España / Países Bajos         |
| 24      | Europeo 2023 | Inglaterra      | 1 - 0                  | España               | Israel / Ucrania              | Israel / Ucrania              | Israel / Ucrania              |
| 25      | Europeo 2025 | Inglaterra      | 3 - 2 (pró.)           | Alemania             | Francia / Países Bajos        | Francia / Países Bajos        | Francia / Países Bajos        |
| 26      | Europeo 2027 |                 |                        |                      |                               |                               |                               |
| 27      | Europeo 2029 |                 |                        |                      |                               |                               |                               |

## Medallero
En cursiva se indica el torneo en que el equipo fue local.
| Equipo               | Campeón                          | Subcampeón                 | Tercero                                |
| -------------------- | -------------------------------- | -------------------------- | -------------------------------------- |
| España               | 5 (1986, 1998, 2011, 2013, 2019) | 4 (1984, 1996, 2017, 2023) | 3 (1994, 2000, 2021)                   |
| Italia               | 5 (1992, 1994, 1996, 2000, 2004) | 2 (1986, 2013)             | 5 (1984, 1990, 2002, 2009, 2017)       |
| Inglaterra           | 4 (1982, 1984, 2023, 2025)       | 1 (2009)                   | 6 (1978, 1980, 1986, 1988, 2007, 2017) |
| Alemania             | 3 (2009, 2017, 2021)             | 3 (1982, 2019, 2025)       | 1 (2015)                               |
| Países Bajos         | 2 (2006, 2007)                   |                            | 5 (1976, 1988, 2013, 2021, 2025)       |
| Rusia                | 2 (1980, 1990)                   |                            | 1 (1982)                               |
| Francia              | 1 (1988)                         | 1 (2002)                   | 4 (1996, 2006, 2019, 2025)             |
| Yugoslavia           | 1 (1978)                         | 1 (1990)                   | 2 (1980, 1984)                         |
| Suecia               | 1 (2015)                         | 1 (1992)                   | 2 (1990, 2009)                         |
| República Checa      | 1 (2002)                         | 1 (2000)                   |                                        |
| Portugal             |                                  | 3 (1994, 2015, 2021)       | 1 (2004)                               |
| Serbia               |                                  | 2 (2004, 2007)             | 1 (2006)                               |
| Grecia               |                                  | 2 (1988, 1998)             |                                        |
| Alemania Democrática |                                  | 2 (1978, 1980)             |                                        |
| Serbia y Montenegro  |                                  | 1 (2004)                   | 1 (2006)                               |
| Ucrania              |                                  | 1 (2006)                   | 1 (2023)                               |
| Suiza                |                                  | 1 (2011)                   | 1 (2002)                               |
| Escocia              |                                  |                            | 2 (1982, 1992)                         |
| Noruega              |                                  |                            | 2 (1998, 2013)                         |
| Dinamarca            |                                  |                            | 2 (1992, 2015)                         |
| Bulgaria             |                                  |                            | 1 (1978)                               |
| Hungría              |                                  |                            | 1 (1986)                               |
| Bélgica              |                                  |                            | 1 (2007)                               |
| Bielorrusia          |                                  |                            | 1 (2011)                               |
| Rumania              |                                  |                            | 1 (2019)                               |
| Israel               |                                  |                            | 1 (2023)                               |